# Alanna Ubach
Alanna Noel Ubach-González (Downey, California, 3 de octubre de 1975) es una actriz estadounidense.
Conocida por su actuación en Legally Blonde como Serena y en Meet the Fockers como Isabel Villalobos, además de haber prestado su voz a un sinnúmero de personajes animados, como Liz Allan en The Spectacular Spider-Man, el pequeño personaje de El Tigre: las aventuras de Manny Rivera y Lola Boa en Brandy & Mr. Whiskers; una de las representaciones más destacadas fue Josie, la asistente de El mundo de Beakman, y en See Dad Run como Amy Hobbs. Interpretó a Mamá Imelda en la versión inglesa de la cinta Coco de Disney Pixar.
Alanna nació en Downey, California, es hija de la mexicana Sidna González y del puertorriqueño Rodolfo Ubach. Su hermana Athena Ubach es terapeuta.

## Filmografía
| Año  | Título                                             | Rol                                            | Notas                            |
| ---- | -------------------------------------------------- | ---------------------------------------------- | -------------------------------- |
| 1990 | Bubbe's Boarding House                             | Zachary (voz)                                  | Serie de televisión              |
| 1990 | The Blue Men                                       | Edith                                          | Película                         |
| 1992 | El mundo de Beakman                                | Josie                                          | Serie de televisión              |
| 1993 | Moment of Truth: Why My Daughter?                  | April                                          | Serie de televisión              |
| 1993 | Airborne                                           | Gloria                                         | Película                         |
| 1993 | Sister Act 2: Back in the Habit                    | Maria                                          | Película                         |
| 1994 | Hits!                                              | Angie                                          | Película                         |
| 1994 | Renaissance Man                                    | Emily Rago                                     | Película                         |
| 1994 | Boys Will Be Boys                                  | Cindy                                          | Serie de televisión              |
| 1994 | The Adventures of Timmy the Tooth                  | Sidney Cyclops (voz)                           | Serie de televisión              |
| 1994 | The Puzzle Place                                   | Leon MacNeal (voz)                             | Serie de televisión              |
| 1995 | The Brady Bunch Movie                              | Noreen                                         | Película                         |
| 1995 | Denise Calls Up                                    | Denise Devaro                                  | Película                         |
| 1996 | Layin' Low                                         | Manuela                                        | Película                         |
| 1996 | Freeway                                            | Mesquita                                       | Película                         |
| 1996 | Seduced by Madness: The Diane Borchardt Story      | Shannon Johnson                                | Serie de televisión              |
| 1996 | Love Is All There Is                               | Niccolina                                      | Película                         |
| 1996 | Just Your Luck                                     | Angela                                         | Serie de televisión              |
| 1996 | Johns                                              | Nikki                                          | Película                         |
| 1996 | The Wubbulous World of Dr. Seuss                   | Julian Jeremy Jaroo Jalloo (voz)               | Serie de televisión              |
| 1996 | El muerto es un vivo                               | Angela                                         | Película                         |
| 1997 | Pink as the Day She Was Born                       | Cherry                                         | Película                         |
| 1997 | Clockwatchers                                      | Jane                                           | Película                         |
| 1997 | Dead End: Do Me a Favor                            | Christy                                        | Película                         |
| 1997 | Johnny Bravo                                       | Lonnie Dash (voz)                              | Serie de televisión              |
| 1998 | Enough Already                                     | Val                                            | Película                         |
| 1998 | All of It                                          | Amy Holbeck                                    | Película                         |
| 1999 | Les Joies du mariage                               | Connie                                         | Serie de televisión              |
| 1999 | SpongeBob SquarePants                              | Sidney Poseidon (voz)                          | Serie de televisión              |
| 1999 | Little Bill                                        | Juan Hidalgo (voz)                             | Serie de televisión              |
| 1999 | The Sterling Chase                                 | Jenna Marino                                   | Película                         |
| 2000 | Slice & Dice                                       | Ginger                                         | Película                         |
| 2000 | Blue Moon                                          | Peggy                                          | Película                         |
| 2000 | Clifford the Big Red Dog                           | Charley (voz)                                  | Serie de televisión              |
| 2000 | How I Loved A Macho Boy                            | Teodoro Rodriguez (voz)                        | Serie de televisión              |
| 2000 | Shriek If You Know What I Did Last Friday The 13th | Girl Student in Labor                          | Película                         |
| 2001 | Tikiville                                          | Herself                                        | Serie de televisión              |
| 2001 | Gary & Mike                                        |                                                | Serie de televisión              |
| 2001 | Osmosis Jones                                      | Thrax, Jr. (voz)                               | Película                         |
| 2001 | What They Wanted, What They Got                    | Berkely                                        | Película                         |
| 2001 | Legally Blonde                                     | Serena McGuire                                 | Película                         |
| 2002 | Teamo Supremo                                      | Brenda/Rope Girl, Hector/Skate Lad (voz)       | Serie de televisión              |
| 2002 | The Perfect You                                    | Wendy                                          | Película                         |
| 2002 | Ozzy & Drix                                        | Mayor Paul Spryman (voz)                       | Serie de televisión              |
| 2003 | Wasabi Tuna                                        | Emme                                           | Película                         |
| 2003 | Nobody Knows Anything!                             | Sarah                                          | Película                         |
| 2003 | Los Lunnis                                         | Lublu (voz)                                    | English dub                      |
| 2004 | 30 Days Until I'm Famous                           | Daisy Fresh                                    | Television movie                 |
| 2004 | Karroll's Christmas                                | Jodie                                          | Television movie                 |
| 2004 | Maya & Miguel                                      | Theo McEwen (voz)                              | Serie de televisión              |
| 2004 | Fatherhood                                         | Michael Blackson (voz)                         | Serie de televisión              |
| 2004 | Meet the Fockers                                   | Isabel Villalobos                              | Película                         |
| 2004 | Higglytown Heroes                                  | Plunkie (voz)                                  | Serie de televisión              |
| 2004 | Brandy & Mr. Whiskers                              | Lola Boa (voz)                                 | Serie de televisión              |
| 2005 | Uncommon Sense                                     | Brenda                                         | Serie de televisión              |
| 2005 | Waiting...                                         | Naomi                                          | Película                         |
| 2005 | Little Einsteins                                   | Quincy (voz)                                   | Serie de televisión              |
| 2005 | La Coccinelle Revient                              | Reporter                                       | Película                         |
| 2005 | Herbie Fully Loaded                                |                                                | Spanish dub                      |
| 2005 | Sesame Street                                      | Additional voices (2005–present)               | Serie de televisión              |
| 2006 | Open Window                                        | Kim                                            | Película                         |
| 2006 | Hard Scrambled                                     | Crysta                                         | Película                         |
| 2006 | Ruby Gloom                                         | Len (voz)                                      | Serie de televisión              |
| 2007 | Playing Chicken                                    | Herself                                        | Serie de televisión              |
| 2007 | Jekyll                                             | Michelle Utterson                              | Película                         |
| 2007 | The Pre Nup                                        | Cindy                                          | Serie de televisión              |
| 2007 | Equal Opportunity                                  | Peggy M. Smith                                 | Serie de televisión              |
| 2007 | El Tigre: las aventuras de Manny Rivera            | Manny Rivera/El Tigre, additional voices (voz) | Serie de televisión              |
| 2007 | Shrinks                                            | Dr. Jameson                                    | Serie de televisión              |
| 2007 | Friday Night Lights                                | Roberta "Bobbie" Roberts                       | Serie de televisión              |
| 2008 | Eli Stone                                          | Cathy Borilla                                  | Serie de televisión              |
| 2008 | Batman: Gotham Knight                              | Dander (voz)                                   | Película                         |
| 2008 | The Spectacular Spider-Man                         | Liz Allan (voz)                                | Serie de televisión              |
| 2008 | Stuntmen                                           | Tovah Frieberg                                 | Película                         |
| 2008 | Random! Cartoons                                   | Mrs. Abbott, Samantha (voz)                    | Serie de televisión              |
| 2009 | Pilar the Black Bandita                            | Tito Fernandez (voz)                           | Serie de televisión              |
| 2009 | Still Waiting...                                   | Naomi                                          | Película                         |
| 2009 | Hung                                               | Yael Kuntz                                     | TV Series                        |
| 2009 | Wiffler: The Ted Whitfield Story                   | Kristy Kittens                                 | Post-production                  |
| 2009 | Men of a Certain Age                               | Michelle                                       | Serie de televisión              |
| 2011 | Rango                                              | Fresca (voz)                                   | Post-production                  |
| 2013 | A Haunted House                                    | Jenny                                          | Película                         |
| 2017 | To the Bone                                        | Karen                                          | Película                         |
| 2017 | Coco                                               | Mamá Imelda                                    | Película                         |
| 2018 | Welcome to the Wayne                               | Ansi Molina                                    | Serie de Televisión              |
| 2018 | Gloria Bell                                        | Veronica                                       | Película                         |
| 2019 | El escándalo                                       | Jeanine Pirro                                  | Película                         |
| 2020 | Euphoria                                           | Suze                                           | Serie original de HBO            |
| 2023 | Fool's Paradise                                    | Actriz Porno                                   | Película                         |
| 2023 | Moon Girl and Devil Dinosaur                       | Clueless Girl                                  | Serie original de Disney Channel |
| 2024 | Ted                                                | Susan Bennett                                  | Serie de Televisión              |
| 2024 | Venom: El Último Baile                             | Nova Moon                                      | Película                         |

## Premios y nominaciones
| Premio | Categoría          | Nominación          | Resultado |
| ------ | ------------------ | ------------------- | --------- |
| 1992   | Young Artist Award | El mundo de Beakman | Nominada  |